# Classics Rhythm and Blues Series
Classics Blues and Rhythm Series est une série d'albums publiée par le label discographique français Classics Records consacrée au rhythm and blues des origines (années 1940 et 1950). 

## Histoire
La série contient 190 références au mois de juin 2008, (5000–5189) et a démarré en 2001. Elle est d'abord distribuée par Mélodie, puis Night and Day, et Nocturne (au moins jusqu'en 2008, si l'on se fie à la chronique de Soul Bag no 191 de juin 2008.) Nocturne arrêtant ses activités en décembre 2008, il est impossible de savoir ce que devient sa distribution. Les opérations de vente à petit prix de Soul bag sont un début de réponse.
La série de base plus ancienne Chronological Classics, consacrée au jazz des pionniers a été créé et lancée par Gilles Pétard en 1990. Ces séries sont internationalement reconnues[réf. nécessaire] et appréciées par les amateurs, car didactiques, chronologiques et aux livrets explicatifs, écrits par Dave Penny, entre autres.

## Discographie
La série RnB Classics débute au no 5000 pour un total de 190 albums avant la fermeture du label.
- 5000 Ray Charles 1949-50
- 5001 Marion Abernathy 1947-49
- 5002 Dave Bartholomew 1947-50
- 5003 Ruth Brown 1949-50
- 5004 Professor Longhair 1949
- 5005 Earl Bostic 1945-48
- 5006 Tom Archia 1947-48
- 5007 T-Bone Walker 1929-46
- 5008 Muddy Waters 1941-47
- 5009 Big Jay McNeely 1948-50
- 5010 Walter Brown 1945-47
- 5011 Tiny Bradshaw 1934-47
- 5012 Stick McGhee 1947-51
- 5013 Sunnyland Slim 1947-48
- 5014 Lightnin' Hopkins 1946-48
- 5015 Ivory Joe Hunter 1945-47
- 5016 Lloyd Glenn 1947-50
- 5017 Eddie Vinson 1945-47
- 5018 Amos Milburn 1946-47
- 5019 Todd Rhodes 1947-49
- 5020 Joe Liggins 1944-46
- 5021 Roy Brown 1947-49
- 5022 Earl Bostic 1948-49
- 5023 Lightnin' Hopkins 1948
- 5024 Crown Prince Waterford 1946-50
- 5025 Fats Domino 1949-51
- 5026 Ivory Joe Hunter 1947
- 5027 Johnny Otis 1945-47
- 5028 Andrew Tibbs 1947-51
- 5029 Muddy Waters 1948-50
- 5030 Clarence Gatemouth Brown 1947-51
- 5031 Tiny Bradshaw 1949-51
- 5032 Milt Buckner 1946-51
- 5033 T-Bone Walker 1947
- 5034 Freddie Mitchell 1949-50
- 5035 Sunnyland Slim 1949-51
- 5036 Roy Brown 1950-51
- 5037 Buster Bennett 1945-47
- 5038 Walter Brown 1947-51
- 5039 Earl Bostic 1949-51
- 5040 Todd Rhodes 1950-51
- 5041 Roy Milton 1945-46
- 5042 Eddie Vinson 1947-49
- 5043 Jim Wynn 1945-46
- 5044 Lowell Fulson 1946-47
- 5045 Lightnin' Hopkins 1948-49
- 5046 Billy Wright 1949-51
- 5047 Amos Milburn 1947
- 5048 Tiny Grimes 1944-49
- 5049 Ivory Joe Hunter 1947-50
- 5050 Ray Charles 1950-52
- 5051 Jimmy Witherspoon 1947-48
- 5052 Sugar Chile Robinson 1949-52
- 5053 B. B. King 1949-52
- 5054 Bull Moose Jackson 1945-47
- 5055 Dave Bartholomew 1950-52
- 5056 Howlin' Wolf 1951-52
- 5057 Joe Morris 1946-49
- 5058 Big Jay McNeely 1951-52
- 5059 Little Miss Cornshucks 1947-51
- 5060 Fats Domino 1951-52
- 5061 Dud and Paul Bascomb 1945-47
- 5062 Jimmy McCracklin 1945-48
- 5063 Joe Liggins 1946-48
- 5064 Saunders King 1942-48
- 5065 Chris Powell 1949-52
- 5066 Little Esther 1951-52
- 5067 Johnny Otis 1949-50
- 5068 Mabel Scott 1938-50
- 5069 Lloyd Glenn 1951-52
- 5070 Jim Wynn 1947-59
- 5071 Lowell Fulson 1947-48
- 5072 Lil Green 1940-41
- 5073 Hal Singer 1948-51
- 5074 T-Bone Walker 1947-50
- 5075 Joe Lutcher 1947
- 5076 Sherman Williams 1947-51
- 5077 Amos Milburn 1948-49
- 5078 Big Bill Broonzy 1949-51
- 5079 Lightnin' Hopkins 1949-50
- 5080 Jimmy Witherspoon 1948-49
- 5081 King Perry 1945-49
- 5082 Elmore James 1951-53
- 5083 Jo Jo Adams 1946-53
- 5084 Ruth Brown 1951-53
- 5085 Jimmy Rushing 1946-53
- 5086 John Brim 1950-53
- 5087 Ace Harris 1937-52
- 5088 Big Mama Thornton 1950-53
- 5089 Big Maybelle 1944-53
- 5090 Roy Brown 1951-53
- 5091 Little Walter 1947-53
- 5092 Terry Timmons 1950-53
- 5093 Earl Bostic 1952-53
- 5094 Sonny Boy Williamson 1951-53
- 5095 Fats Domino 1953
- 5096 Annisteen Allen 1945-53
- 5097 Bill Doggett 1952-53
- 5098 Howlin' Wolf 1952-53
- 5099 Lil Green 1942-46
- 5100 Lloyd Price 1952-53
- 5101 Big Bill Broonzy 1951
- 5102 Johnny Otis 1950
- 5103 T.J. Fowler 1948-53
- 5104 Paula T. J. Fowle 1948-53
- 5105 Bull Moose Jackson 1947-50
- 5106 Tiny Grimes 1949-51
- 5107 Mabel Scott 1951-55
- 5108 Joe Liggins 1948-50
- 5109 Muddy Waters 1950-52
- 5110 Jimmy McCracklin 1948-51
- 5111 Sarah McLawler 1950-53
- 5112 Bill Samuels 1945-47
- 5113 Ivory Joe Hunter 1950-51
- 5114 Percy Mayfield 1947-51
- 5115 The Clovers 1950-53
- 5116 Effie Smith 1945-53
- 5117 Amos Milburn 1950-51
- 5118 T-Bone Walker 1950-52
- 5119 Julia Lee 1927-46
- 5120 Billy Ward and his Dominoes 1950-53
- 5121 Charlie Singleton 1949-53
- 5122 Lowell Fulson 1948-49
- 5123 Martha Davis 1946-51
- 5124 Big Bill Broonzy 1951-52
- 5125 Joe Morris 1950-53
- 5126 LaVern Baker 1949-54
- 5127 Clarence "Gatemouth" Brown 1952-54
- 5128 J.B. Lenoir 1951-54
- 5129 King Perry 1950-54
- 5130 Floyd Jones 1948-53
- 5131 Lil Green 1947-51
- 5132 Hank Ballard and the Midnighters : The Royals 1952-54
- 5133 Lightnin' Hopkins 1950-51
- 5134 Ray Charles 1953-54
- 5135 Willis « Gator » Jackson 1950-54
- 5136 Lula Reed 1951-54
- 5137 Leroy Foster 1948-52
- 5138 Johnny Ace 1951-54
- 5139 Guitar Slim 1951-54
- 5140 Otis Blackwell 1952-54
- 5141 Faye Adams 1952-54
- 5142 Clyde McPhatter and the Drifters 1953-54
- 5143 James Crawford 1953-54
- 5144 Julia Lee 1947
- 5145 Larry Darnell 1949-51
- 5146 Tiny Grimes 1951-54
- 5147 Little Esther 1952-53
- 5148 B.B. King 1952-53
- 5149 Saunders King 1948-54
- 5150 Percy Mayfield 1951-54
- 5151 Titus Turner 1949-54
- 5152 T-Bone Walker 1952-54
- 5153 Lonnie Johnson 1949-52
- 5154 Willie Mabon 1949-54
- 5155 Joe Liggins 1950-52
- 5156 Bull Moose Jackson 1950-53
- 5157 J.T. Brown 1950-54
- 5158 Amos Milburn 1952-53
- 5159 Todd Rhodes 1952-54
- 5160 The Hawks - The Bees 1953-54
- 5161 Tommy Ridgley 1949-54
- 5162 Johnny Otis 1951
- 5163 Johnny Sparrow 1949-55
- 5164 Lowell Fulson 1949-51
- 5165 Jimmy Witherspoon 1950-51
- 5166 Smiley Lewis 1947-52
- 5167 Little Junior Parker 1952-55
- 5168 Sticks McGhee 1951-59
- 5169 Dave Bartholomew 1952-55
- 5170 Big Jay McNeely 1953-55
- 5171 Sunnyland Slim 1952-55
- 5172 Johnny « Guitar » Watson 1952-55
- 5173 Viviane Greene 1947-55
- 5174 Earl King 1953-55
- 5175 Bill Doggett 1954
- 5176 Ike Turner 1951-54
- 5177 Lonnie Johnson 1948-49
- 5178 Billy Ward 1953-54
- 5179 Earl Bostic 1954-55
- 5180 Jimmy McCracklin 1951-54
- 5181 Ruth Brown 1954-56
- 5182 Rusty Bryant 1952-54
- 5183 Little Walter 1953-55
- 5184 J.B. Lenoir 1955-56
- 5185 Stomp Gordon 1952-56
- 5186 LaVern Baker 1955-57
- 5187 Lloyd Glenn 1954-57
- 5188 Sonny Boy Williamson 1953-56
- 5189 Lonnie Johnson 1947-48

### Autres
- Références 5002–5082 d'après une publicité (opération « petits prix ») du no 196 de la revue Soul Bag.
- Le reste des données puisées sur le site de la revue Soul Bag via une recherche des anciens numéros et des chroniques (Soul Bag 163–170).